# Adria Airways
Адрија ервејз (Adria Airways) је била национална и највећа авио-компанија Словеније са седиштем у Љубљани. Чвориште компаније се налазило на љубљанском аеродрому Јоже Пучник. Компанија је децембра 2004. године постала регионална чланица савеза Стар алајанс. Компанија је прогласила банкрот 30. септембра 2019. године и прекинула је све операције.

## Историја
Компанија је основана 1961. године и пословала је као чартер компанија под именом „Адриа Авиопромет“ у чијем власништву је био авион Даглас DC-6. Касније је набављено више таквих авиона од КЛМ-а. Године 1968, удруживањем са београдском компанијом „Интерекспорт“, компанија је променила име у „Инекс-Адриа Авиопромет“. Тада је купљен први млазни авион Даглас DC-9. У мају 1986. враћају се свом старом имену после разлаза са „Интерекспортом“.
Почетком 1980-их, „Инекс-Адриа“ је имала своје прве редовне летове, купила Макдонел Даглас МД-80 авионе и постала члан ИАТА. Касније су кренули и са међународним редовним летовима; први лет је био до Ларнаке преко Београд у новембру 1983. До краја 1980-их, и после промене имена у „Адриа“, купили су неколико Ербас А320 авиона. За време рата у Словенији, један авион је уништен, након што је Југословенско ратно ваздухопловство бомбардовало аеродром у Љубљани. По распаду Југославије, Адриа ервејз је убрзо постала национална авио-компанија.
- 23. јула 2002. Бомбардиер је дао Адрији позицију првих КРЏ механичара у Европи.
- 18. новембра 2004. Адриа ервејз је постала регионални члан Стар алајанс заједно са „Кроација ерлајнс“.[3]

Компанија је 30. септембра 2019. године прогласила банкрот и престала са радом, након 58 година опслуживања.

## Дестинације
Од лета 2017. Адрија ервејз је управљала главним чвориштем на аеродрому Јоже Пучник Љубљана. Већи део пословања Адрије ервејза био је у редовним летовима, али је пружала и чартер и повремене летове. Од јула 2017., Адрија је саобраћала на 24 редовне и 22 чартер дестинације широм Европе. Редовни чартер летови авио-компаније били су углавном сезонски, и најчешће ка туристичким дестинацијама у медитеранском региону. Шарм ел Шеик и Хургада у Египту су опслуживани током целе године по распореду.

### Код-шер сарадње
Адрија ервејз је имала код-шер сарадње са следећим авио-компанијама:
- Aeroflot
- Air Canada[6]
- Air France
- Air India
- Air Serbia
- Austrian Airlines
- Brussels Airlines
- KLM
- LOT Polish Airlines
- Lufthansa
- Montenegro Airlines
- Scandinavian Airlines
- Singapore Airlines
- Swiss International Air Lines
- Turkish Airlines

## Флота
Следећи табела приказује информације о путничкој флоти Адрија ервејз у време гашења компаније (стање из маја 2018. године):
| Ваздухоплов          | У флоти | Поручених | Седишта   | Белешке |
| -------------------- | ------- | --------- | --------- | ------- |
| Бомбардије КРЏ-700ЕР | 2       | -         | 70 / 72   |         |
| Бомбардије КРЏ-900   | 9       | -         | 86 / 90   |         |
| Ербас А319-130       | 3       | -         | 142 / 144 |         |
| Саб 2000             | 6       | -         | 50        |         |
| Укупно               | 20      | -         |           |         |

## Инциденти и несреће
- 30. октобар 1975.: Авион Даглас DC-9-32 ударио је у узвишење током прилаза у магли близу аеродрома Праг-Сухдол. У паду је погинуло 75 од 120 људи у авиону.[8]
- 10. септембар 1976.: авиони DC-9-31 компаније Инекс-Адрија и Hawker Siddeley Trident 3B компаније Бритиш ервејз сударили су се у ваздуху изнад Загреба, при чему је погинуло 176 људи. Судар је приписан грешци контроле лета.[9]
- 1. децембар 1981.: Авион компаније Инекс-Адрија-Авиопромет, лет 1308, Даглас MD-82, срушио се у планинама док се приближавао аеродрому у Ајачу, на Корзици. Свих 180 људи у авиону је погинуло.[10]